# August Erker
August Casimir "Gus" Erker (ur. 24 października 1879 w Pfaffenwiesbach, zm. 29 listopada 1951 w Saint Louis) – amerykański wioślarz, złoty medalista olimpijski.
Wystąpił na igrzyskach olimpijskich w Saint Louis w 1904 roku, gdzie amerykańska osada Century Boat Club w składzie: Arthur Stockhoff, August Erker, George Dietz i Albert Nasse zdobyła złoty medal w czwórce bez sternika. Srebrnych medalistów, Amerykanów z Mound City Rowing Club, wyprzedzili o dwie długości łódki. Był to jego jedyny oficjalny start olimpijski.
W młodości stracił jedno oko, co powodowało problem z postrzeganiem głębi.